# Oresjak, Varna
Oresjak (bulgariska: Орешак) är en ort i Bulgarien. Den ligger i kommunen obsjtina Aksakovo och regionen Varna, i den östra delen av landet, 400 km öster om huvudstaden Sofia. Oresjak ligger 275 meter över havet och antalet invånare är 281.